# Рок Крик (Алабама)
Рок Крик (енгл. Rock Creek) насељено је место без административног статуса у америчкој савезној држави Алабама.

## Демографија
По попису из 2010. године број становника је 1.456, што је 39 (-2,6%) становника мање него 2000. године.
| Група             | 2000.         | 2010.         |
| Белци             | 1.470 (98,3%) | 1.419 (97,5%) |
| Афроамериканци    | 4 (0,3%)      | 12 (0,8%)     |
| Азијати           | 1 (0,1%)      | 1 (0,1%)      |
| Хиспаноамериканци | 8 (0,5%)      | 0 (0,0%)      |
| Укупно            | 1.495         | 1.456         |